# Miradouro das Pedras do Galego

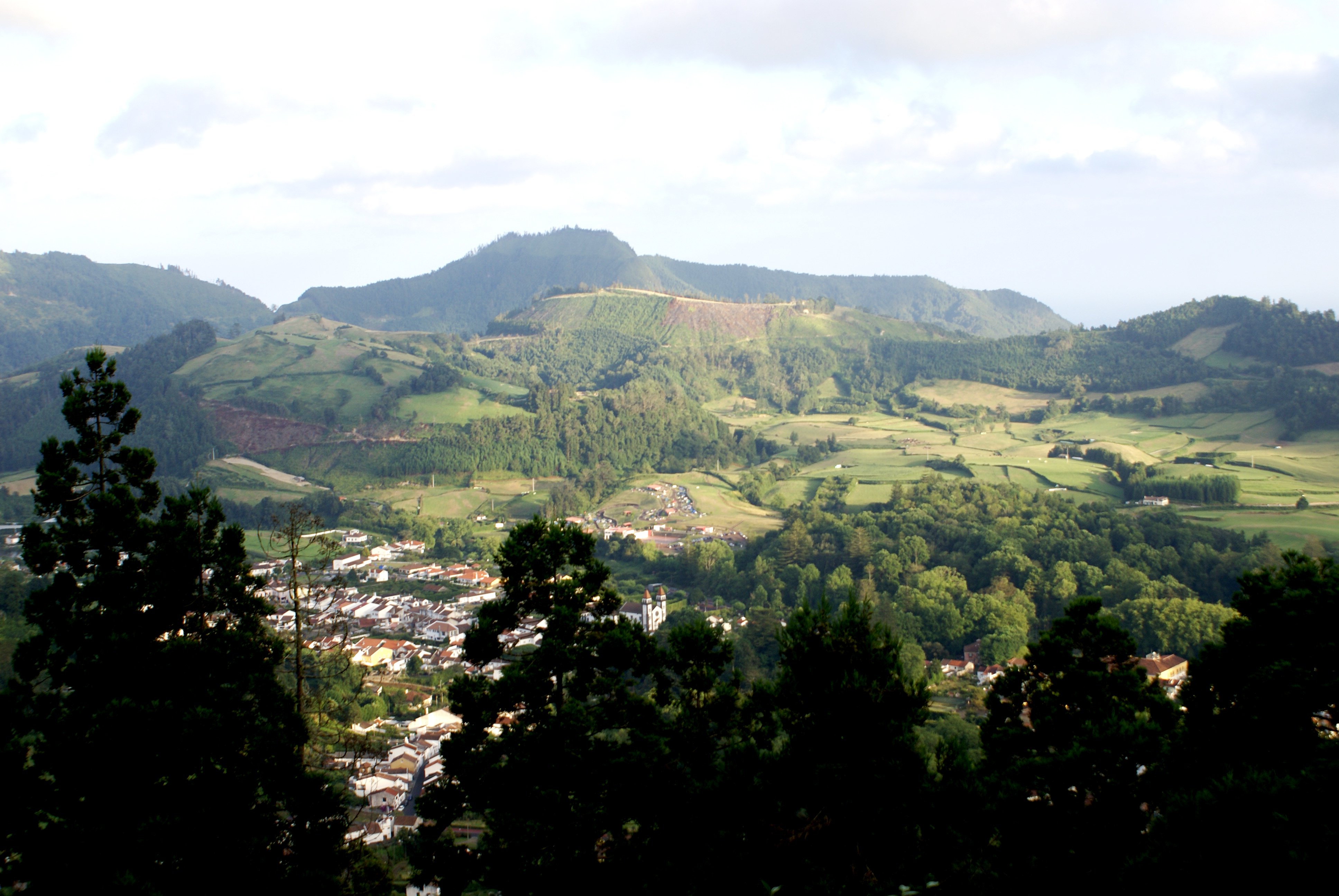
Miradouro das Pedras do Galego, Furnas.

O Miradouro das Pedras do Galego é um miradouro português localizado na freguesia das Furnas, concelho da Povoação, na ilha açoriana de São Miguel.
Este miradouro oferece uma vista sobre a freguesia das Furnas bem como sobre quase todo o Vale das Furnas, incluindo parte da Lagoa das Furnas.